# Hof van Tibur

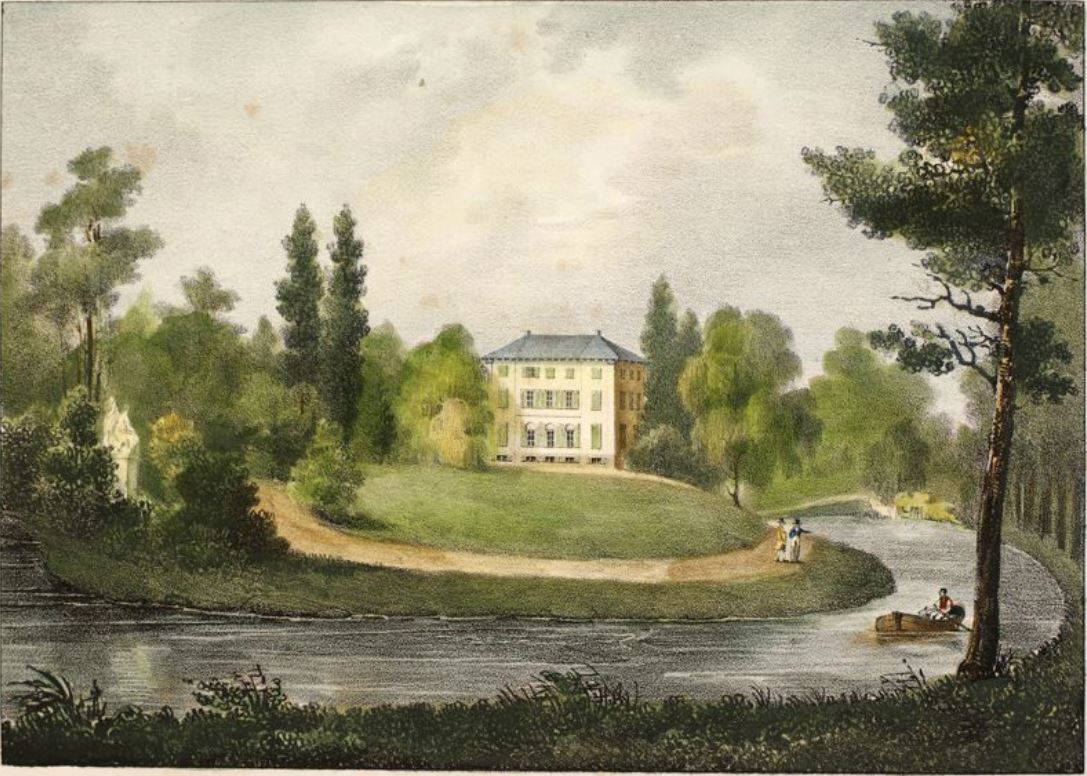
Prent van het Hof van Tibur

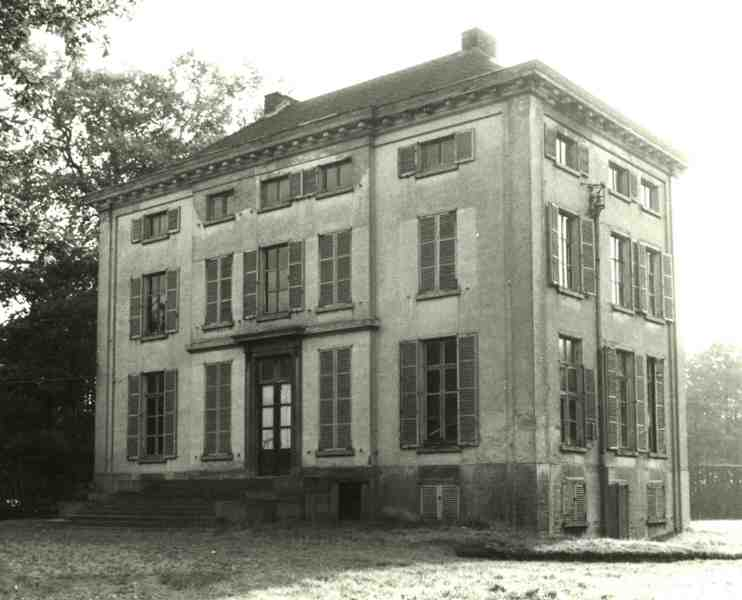
Hof van Tibur

Het Hof van Tibur is een kasteel in de Antwerpse plaats Rumst, gelegen aan de Tiburstraat 12.

## Geschiedenis
Het kasteel werd gebouwd in 1807 in een laat-classicistische stijl. Voordien heeft er een ander kasteel gestaan. De naam Tibur is afkomstig van het Mechelse klooster Tabor dat hier bezittingen had. Het gebouw heeft lang leeggestaan en verval gekend. In 1987 werd het beschermd als monument. Het werd geheel gerestaureerd. Kenmerkend aan het kasteel is dat het na 1807 nooit meer ingrijpend is verbouwd.

## Gebouw
Het betreft een gebouw op rechthoekige plattegrond. Het is gelegen in een domein met grasvelden, bossages en een vijver. Op het domein vindt men enkele bijgebouwen, namelijk een hoeve met schuur, een oranjerie en een koetshuis. Bij de schuur bevindt zich een laat 19e-eeuse duiventoren.